# Зарецкая половина Московского уезда
Заре́цкая полови́на — западная часть Московского уезда по административно-территориальному делению XVII века. Вторая половина — Замосковская.

## Структура
Зарецкая половина состояла из следующих единиц:
- Вяземский стан
- Гоголев стан
- Домодедовская волость (конюшенная)
- Жданский стан
- Замыцкая волость
- Конопна волость
- Лужецкий стан
- Лукомский стан
- Медвенский стан
- Молоцкий стан
- Перемышльская волость
- Растовская (Растовецкая) волость
- Ратуев стан
- Сосенский стан
- Сетунский стан
- Терехов стан
- Торокманов стан
- Тухачевская волость
- Хотунская волость
- Чермнев стан
- Шахов стан